# Bélékoubou
Pour les articles homonymes, voir Belékombou.
Bélékoubou est un village du Cameroun, situé dans le département du Boumba-et-Ngoko et la région de l'Est, sur la route qui relie Yokadouma à Garessingo, Yola et Batouri, à proximité de la frontière avec la République centrafricaine. Il fait partie de la commune de Gari-Gombo.

## Population
En 1964, le village comptait 64 habitants (Yanghéré). Lors du recensement de 2005, on y dénombrait 32 habitants.